# Chevrolet S-10 Blazer
Chevrolet S-10 Blazer – samochód osobowy typu SUV klasy kompaktowej, a następnie klasy średniej produkowany pod amerykańską marką Chevrolet w latach 1982 – 2012.

## Pierwsza generacja

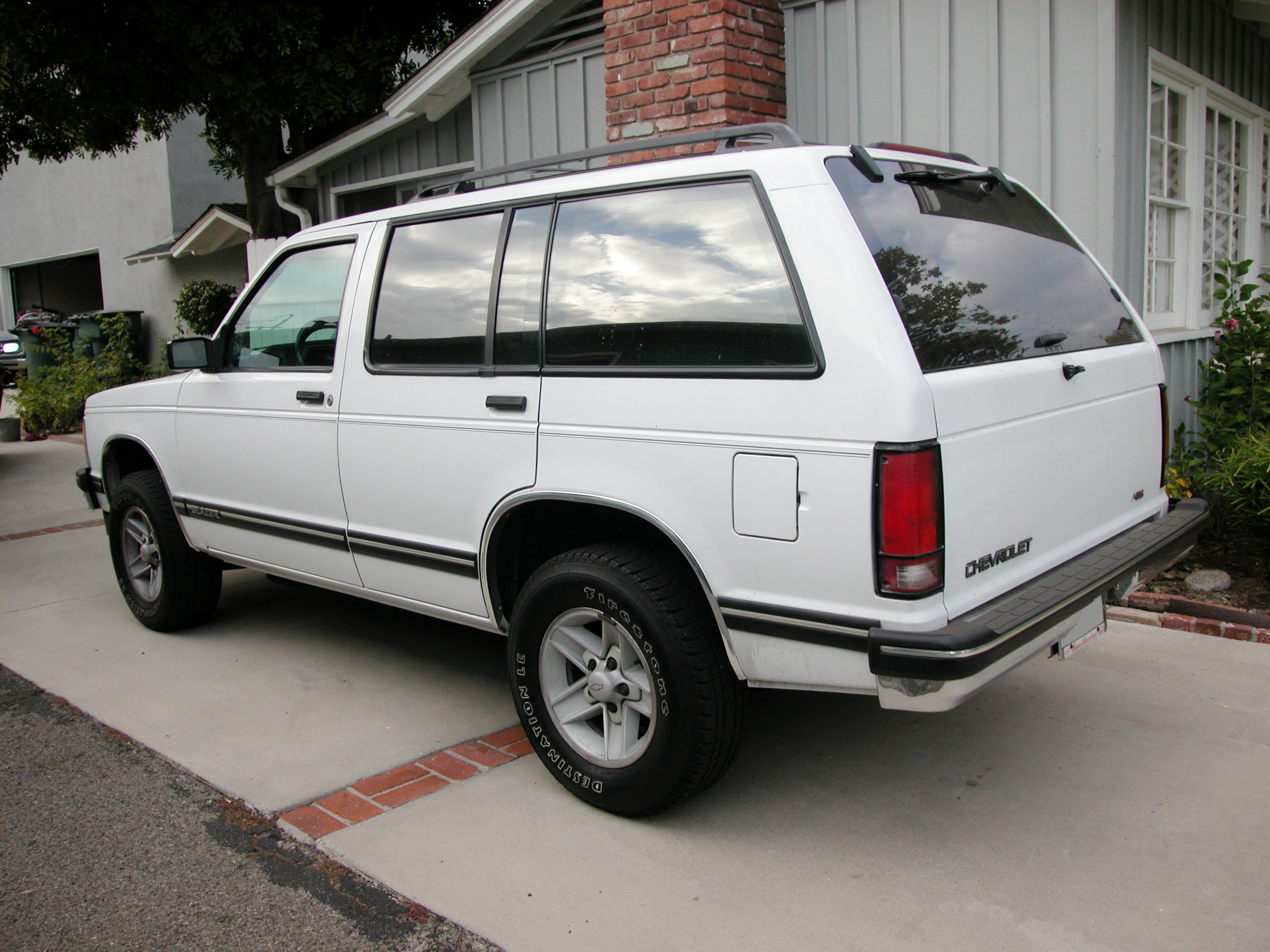
Chevrolet S-10 Blazer I - tył

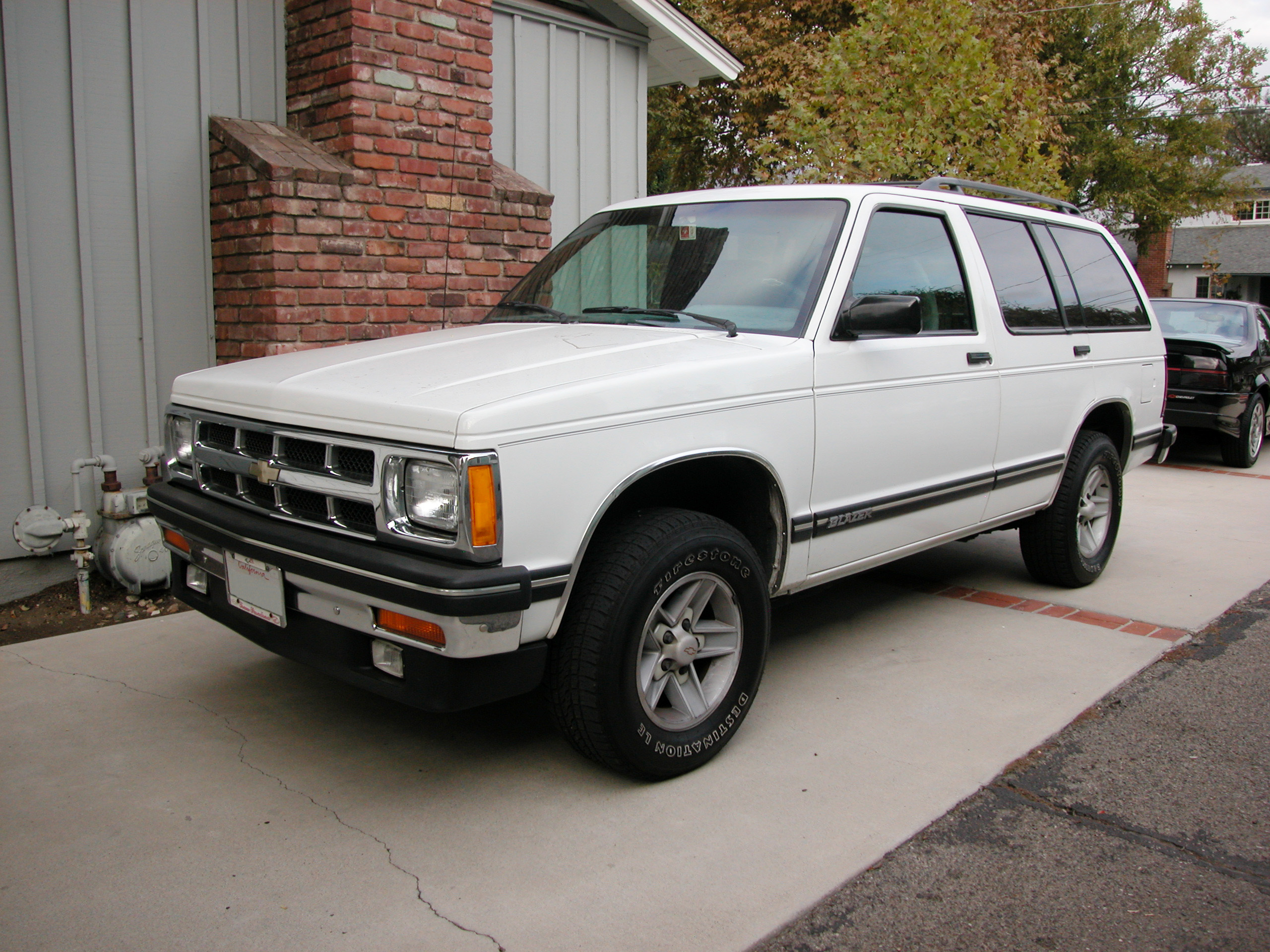
Chevrolet S-10 Blazer I po liftingu

Chevrolet S-10 Blazer I został zaprezentowany po raz pierwszy w 1982 roku.
Model S-10 Blazer poszerzył ofertę Chevroleta jako kompaktowa i znacznie tańsza alternatywa dla większego K5 Blazer. Pojazd został zbudowany we współpracy z GMC w ramach koncernu General Motors jako osobowa odmiana pickupa S-10.
Pierwsza generacja modelu zachowana została w kształtach łączących kanty widoczne w pasie przednim z zaokrągleniami, które objęły z kolei np. tylną część nadwozia. Charakterystycznym elementem stała się tylna szyba biegnąca przez słupek C płynnie w kierunku szyb przedziału bagażowego.

### Lifting
W 1990 roku Chevrolet S-10 Blazer I przeszedł drobną modernizację, która objęła przednią część nadwozia. Podobnie jak w pickupie S-10, pojawiła się inna atrapa chłodnicy o strukturze chromowanej kraty.

### Silniki
- L4 1.9l LR1
- L4 2.0l LG2
- L4 2.2l LN2
- L4 2.5l LN8
- V6 2.8l LN2
- V6 4.3l LB4

## Druga generacja

### Wersja północnoamerykańska

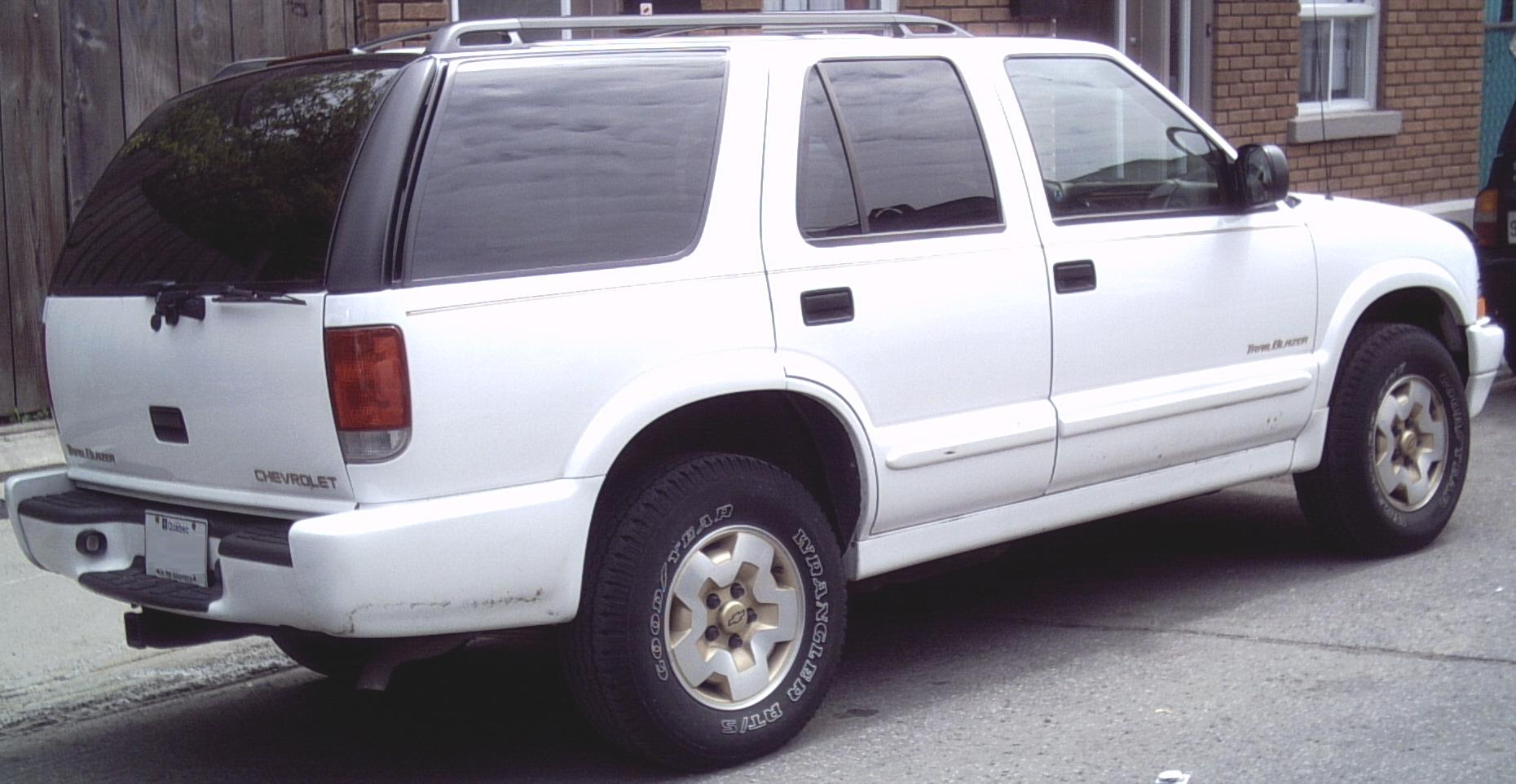
Chevrolet S-10 Blazer II - tył

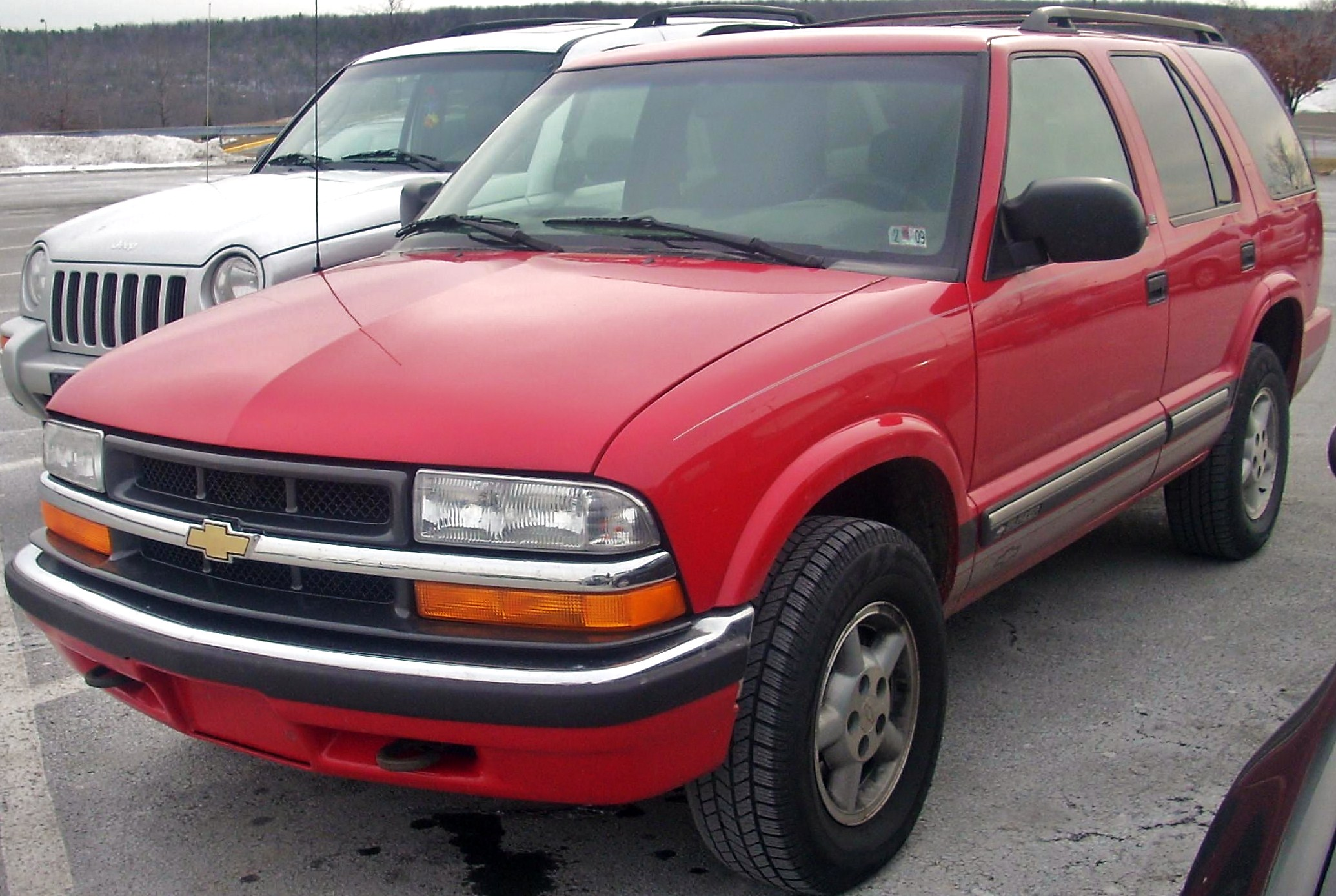
Chevrolet S-10 Blazer II po liftingu

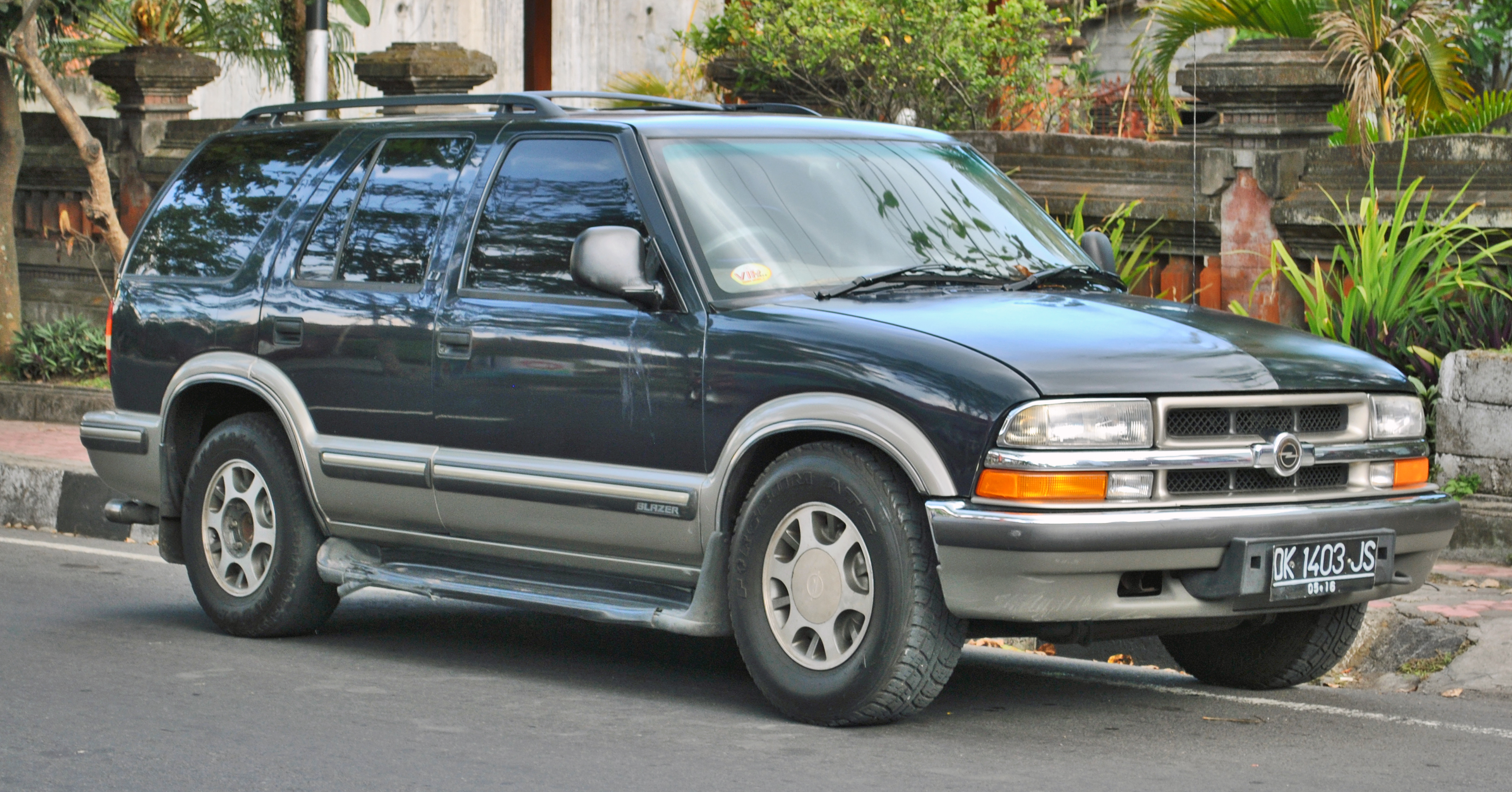
indonezyjski Opel Blazer

Chevrolet S-10 Blazer II został zaprezentowany po raz pierwszy w 1993 roku.
Druga generacja modelu stała się wyraźnie większa od poprzednika, przechodząc w stosunku do niego ewolucyjny zakres zmian wizualnych. Nadwozie stało się bardziej zaokrąglone, zyskując takie charakterystyczne elementy, jak muskularnie zarysowane tylne nadkola, czy duża chromowana atrapa chłodnicy obejmująca reflektory. W gamie pozostała odmiana 3-drzwiowa, wyróżniająca się poprzeczką dzielącą szybę pod kątem na pół.
W 1995 roku samochód zdobył tytuł North American Truck of the Year.

### Indonezja
W 1997 roku General Motors rozpoczęło produkcję SUV-a Chevroleta także w Indonezji, gdzie Blazer oferowany był pod marką Opel jako Opel Blazer. Wizualnie pojazd odróżniał się jedynie zaślepką w miejscu znaczka Chevroleta, gdzie umieszczono logo Opla. Pod tą postacią pojazd wytwarzano tam do 2003 roku, po czym przemianowano go na Chevroleta.

### Lifting
W 1997 roku Chevrolet S-10 Blazer przeszedł obszerną restylizację nadwozia, która przyniosła inny wygląd pasa przedniego. Pojawiła się duża chromowana poprzeczka dzieląca go na pół, a także podwójne, szerokie reflektory. Pod tą postacią pojazd był oferowany w Ameryce Północnej do 2005 roku, po czym zastąpił go zupełnie nowy model Equinox.

### Silniki
- L4 2.2l GM Family II
- V6 4.3l Vortec 4300

### Wersja światowa

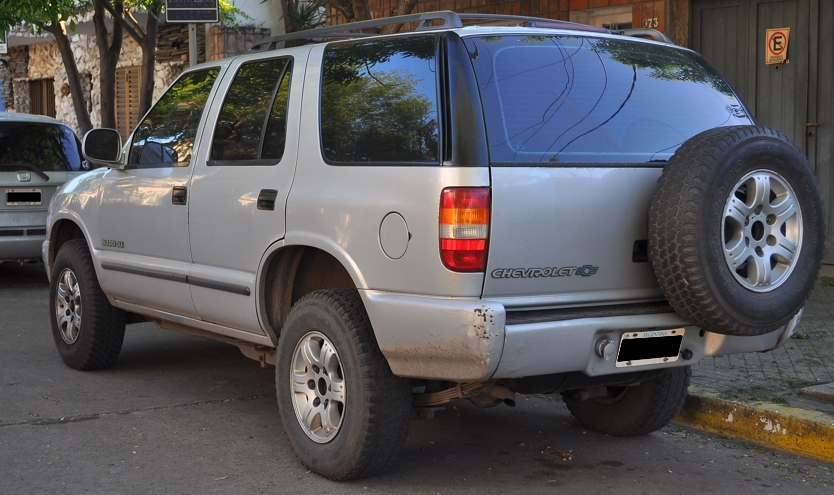
Chevrolet Blazer II- tył

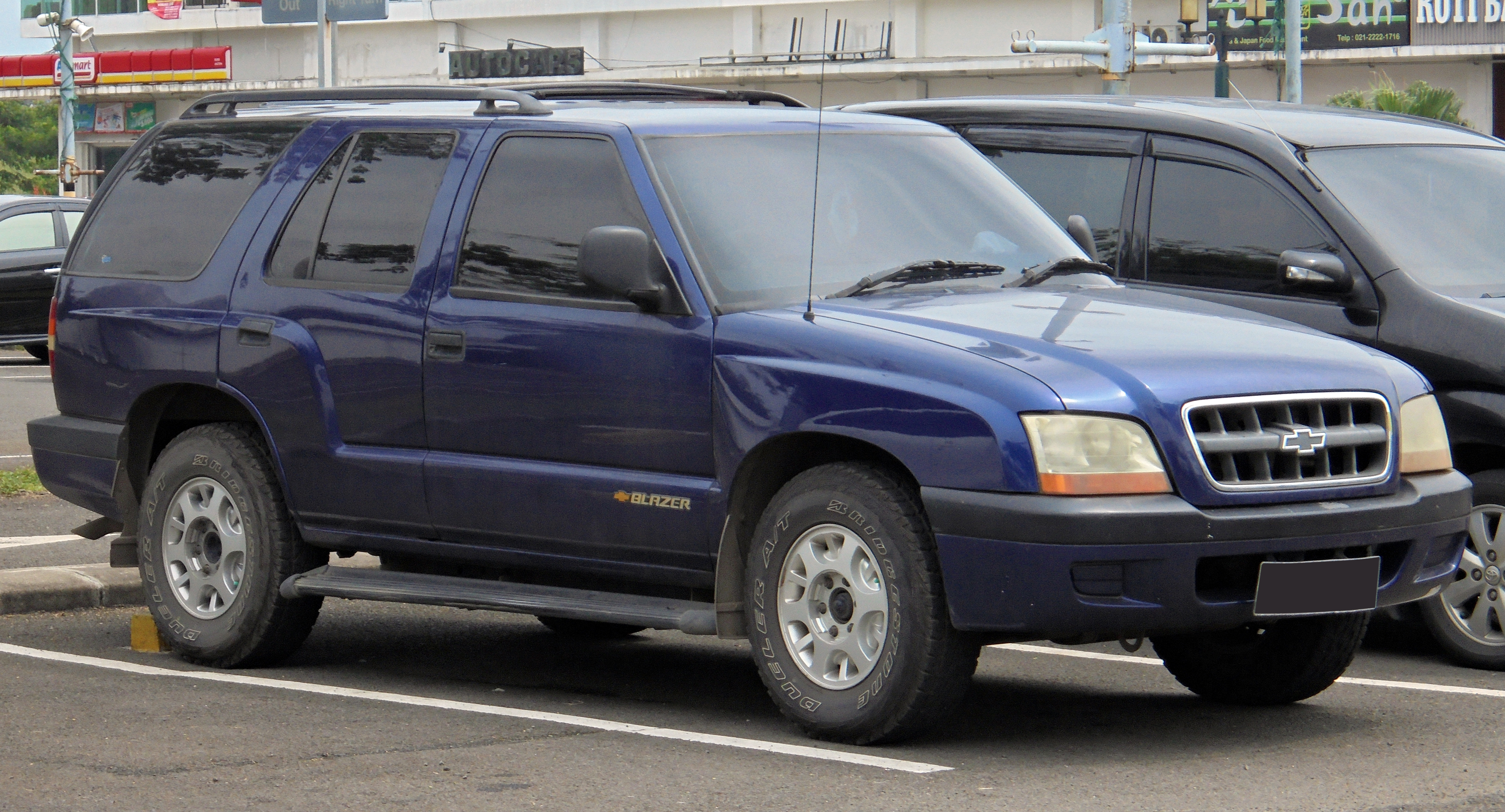
Chevrolet Blazer II po liftingu

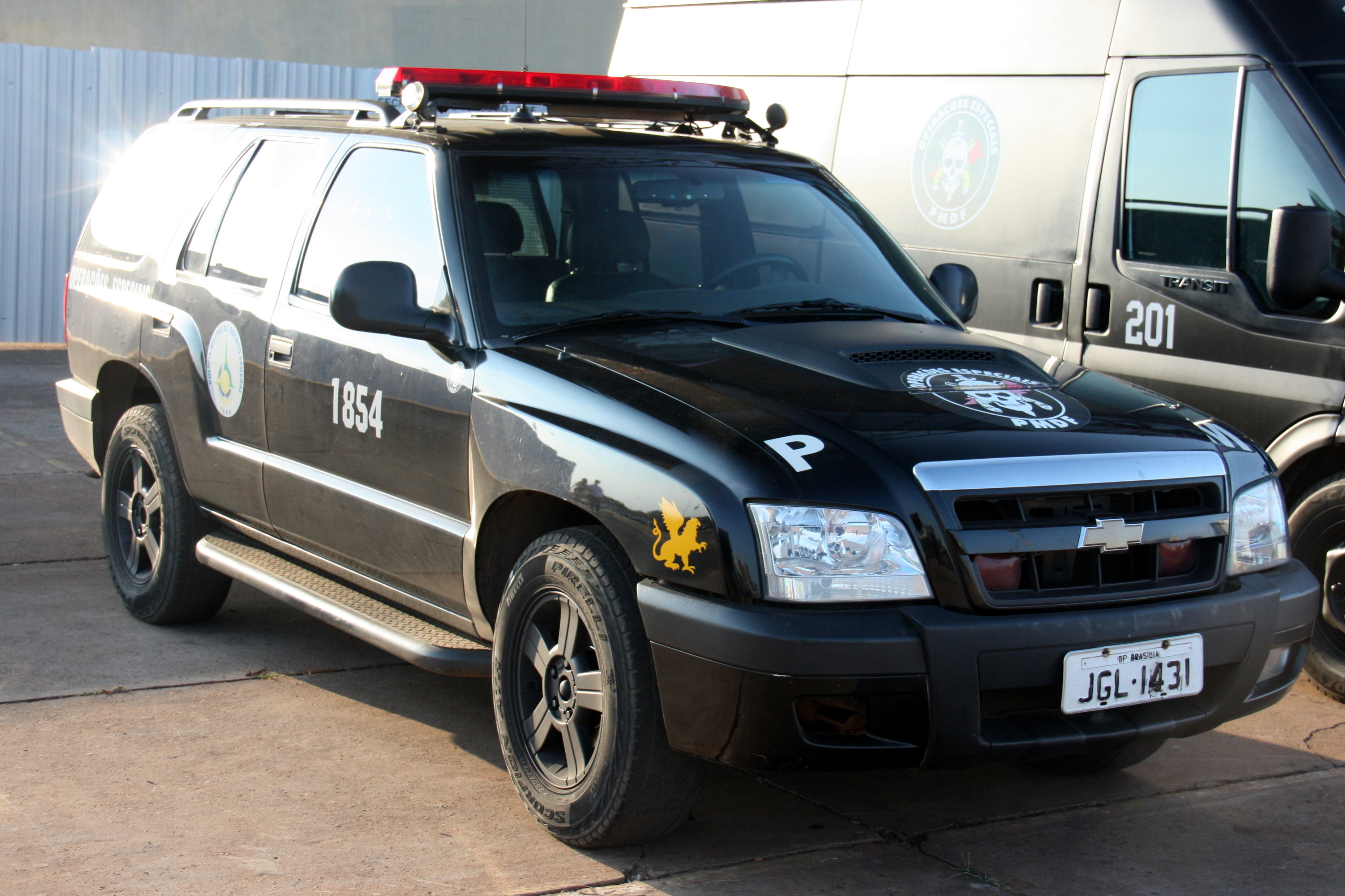
Chevrolet Blazer II po drugim liftingu

Chevrolet Blazer II został zaprezentowany po raz pierwszy w 1997 roku.
4 lata po premierze drugiej generacji S-10 Blazera, Chevrolet zdecydował się uczynić go modelem globalnym oferując go po prostu jako Blazer. W tej formie samochód przeszedł obszerne modyfikacje w wyglądzie, zyskując inny pas przedni z dwukloszowymi, szerokimi reflektorami, a także dużą atrapą chłodnicy z umieszczonym w środku logo producenta.
Globalna odmiana Chevroleta Blazera dostępna była początkowo m.in. w Ameryce Południowej, na Bliskim Wschodzie, w Rosji i Chinach, a także w Azji Wschodniej.

### Restylizacje
W 2004 roku brazylijski i argentyński oddział Chevroleta zdecydował się kontynuować produkcję lokalnej Blazera, analogicznie do bliźniaczego pickupa S-10 modernizując jego pas przedni. Pojawiły się inne, ścięte reflektory, a także duży grill.
Drugą i ostatnią modernizację południowoamerykański Blazer przeszedł w 2008 roku, zyskując jednobarwne klosze reflektorów, atrapę chłodnicy z poprzeczką oraz inną kolorystykę zderzaków. Pod tą postacią samochód wytwarzany był do 2012 roku, po czym zastąpił go model Captiva.

### Silniki
- L4 2.2l GM Family II
- V6 4.3l Vortec 4300